# さぬき市ケーブルネットワーク
さぬき市ケーブルネットワーク（さぬきしケーブルネットワーク）は、香川県さぬき市が経営するケーブルテレビ局である。
旧寒川町が運営していた寒川町有線テレビ(STB)が母体となっているので本部は寒川支所にあったが取壊しのため大川出張所隣のさぬき市映像放送センター(旧大川町有線テレビ(OHY))に移転した。
株式会社STNetへ事業移行により2014年(平成26年)4月1日よりコミュニティ放送・FM音声告知放送のみケーブルメディア四国のチャンネルを借りて放送を継続している。

## 所在地
- さぬき市映像放送センター　さぬき市大川町富田中2098番地

## 沿革
- 1985年（昭和60年） 1月1日 - 寒川町有線テレビ (STB) 開局、自主放送1ch、地上波12ch、CS7ch、FM3ch、同軸ケーブル300MHz、一部光ケーブル、加入数世帯数　1,577世帯（加入率90.7%）（1999年1月現在）
- 1992年（平成4年） 4月1日 - 大川町有線テレビ (OYH) 開局、自主放送2ch、地上波12ch、BS3ch、CS8ch、FM3ch、同軸ケーブル300MHz、一部光ケーブル、加入数世帯数　1,889世帯（加入率91.4%）（1999年1月現在）
- 1994年（平成6年） 4月1日 - 長尾CATVネットワーク (NCN) 開局、自主放送2ch、地上波12ch、BS3ch、CS8ch、FM5ch、同軸ケーブル350MHz、一部光ケーブル、加入数世帯数　2,900世帯（加入率69.9%）（1999年1月現在）
- 1995年（平成7年） - 在宅健康管理システム（寒川町有線テレビ）
- 1996年（平成8年） - 香川県大川地域農業気象高度利用施設システム
- 1998年（平成10年） - 香川高速情報ネットワークモデル実験事業（香川県マルチメディア実験事業）、CATVを使った地域住民による地域情報の受発信（長尾CATVネットワーク）、県下CATV 7局による行政イベント映像の県下一斉発信
- 1999年（平成11年） 3月4日 - 平成10年度SON広域情報通信ネットワーク基盤整備事業（長尾町・寒川町・大川町）、3町をループ状に結ぶ光ファイバーケーブルによるCATV網を「SON広域ネットワーク」として整備、事業費 269,000千円
- 2002年（平成14年）3月29日 - 平成13年度新世代地域ケーブルテレビ施設整備事業
  - 寒川町、大川町および長尾町は既設の伝送路の広帯域化、津田町および志度町は新たに町全域にケーブルテレビを設置、当該5町は4月1日の町合併により「さぬき市」となり、全町が一体となったケーブルテレビの運用が行われる。
  - 事業費、津田町：468,637千円、大川町：548,491千円、志度町：1,067,244千円、寒川町：437,698千円、長尾町：897,818千円
  - さぬき市CATV事業設計入札、エヌ・ティ・ティ インフラネット 四国支店 11,920千円で落札
  - 2002年（平成14年）8月8日 平成13年度さぬき市新世代地域ケーブルテレビ施設整備工事入札
    - 津田・大川工区 四国通建 733,000千円で落札、CATV機器はシンクレイヤ
    - 志度工区 関西テック 772,450千円で落札、CATV機器はマスプロ電工
    - 寒川・長尾工区 四電工 978,000千円で落札、CATV機器はマスプロ電工
    - センター設備 住友電気工業 472,000千円で落札

  - 総事業費 35億2千万円、内訳）補助金 17億1千万円 起債 16億8千万円 一般財源 1億3千万円
- 2003年（平成15年）2月12日 - 第一種電気通信事業許可
- 2003年（平成15年） 4月1日 - さぬき市ケーブルネットワーク (SCN) 開局
- 2003年（平成15年）10月1日 - BSデジタル放送再送信開始
- 2004年（平成16年）4月1日 - 音声告知放送サービス開始、総事業費 9億1千万円、内訳）起債 5億8千万円 一般財源 3億3千万円
- 2006年（平成18年）1月13日 - 行政評価局よりIT化推進施策に関する行政評価・監視結果に基づく勧告を受ける。（S3市と記載されている）
- 2006年（平成18年）12月1日 - 地上デジタル放送再送信開始、2006年（平成18年）8月22日  平成18年度さぬき市ケーブルネットワーク地上デジタル再送信設備整備工事入札、富士通 7,200千円（税別）で落札
- 2007年（平成19年）12月1日 - BSデジタル放送追加3ch再送信開始
- 2008年（平成20年） 5月1日 - CATVインターネット10Mサービス追加開始、インターネット接続サービスを全てSTNetへ委託、5年間のリース契約で総額6億円事業
- 2008年（平成20年） 6月1日 - Webメール、ダイヤルアップ接続のサービス開始
- 2009年（平成21年） 4月1日 - SCN（コミュニティチャンネル）のデジタル放送開始、2008年（平成20年）10月22日 平成20年度さぬき市ケーブルネットワーク自主放送デジタルヘッドエンド整備工事入札、富士通ネットワークソリューションズ 28,875千円（税込）で落札
- 2009年（平成21年） 5月1日 - CSデジタル放送開始
- 2009年（平成21年） 8月1日 - SCN（コミュニティチャンネル）のEPG放送開始
- 2009年（平成21年）10月1日 - SCN自主データ放送開始
- 2009年（平成21年）11月1日 - サンテレビの地上デジタル放送の区域外再放送を開始
- 2009年（平成21年）12月14日 - 平成21年度地域情報通信技術利活用推進交付金（ユビキタスタウン構想推進事業）交付決定、さぬき市安全安心コミュニティシステム整備事業 66,948千円、J-ALERT、CATV音声告知、潮位計などの既存設備と連携した安全安心コミュニティシステムを整備し音声告知での自動音声案内、電子メールなどで防災・防犯・行政・地域情報等を市民に提供。2010年（平成22年）5月31日 かんでんエンジニアリング四国営業所 5,700万円プロポーザル方式、2011年5月1日運用開始
- 2010年（平成22年）2月26日 - 平成21年度1次補正予算「地域情報通信基盤整備推進交付金」交付決定、事業費 74,550千円 交付金 24,850千円、スタジオ施設のデジタル化（HD化）の整備　2011年（平成23年）6月21日 運用開始
- 2010年（平成22年）3月31日 - BS・CSアナログ有料放送新規利用申込終了
- 2010年（平成22年）9月29日 - 音声告知サーバシステム更新、業務委託料 1,513万円（平成22年補正予算）、かんでんエンジニアリング四国営業所 1,302万円随意契約 工期2010年8月2日-11月30日
- 2011年（平成23年）3月31日 - CSアナログ有料放送終了
- 2011年（平成23年）4月28日 - 平成23年度さぬき市ケーブルネットワーク光端局装置整備工事、NECネッツエスアイ四国支店、945万円(税込み）競争入札、衛星放送設備共用化に向けてケーブルメディア四国 (CMS) との中継伝送路構築、2011年7月15日第56回全国高等学校軟式野球選手権香川大会中継放送より運用開始
- 2011年（平成23年）7月24日 - 全てのアナログテレビ放送終了
- 2011年（平成23年）10月1日 - BSデジタル放送再編成追加4ch再送信開始
- 2011年（平成23年）10月24日 - 音声告知放送サーバ改修、業務委託料 2,131.5万円（平成23年補正予算）、かんでんエンジニアリング四国営業所 1,942.5万円（税込み）随意契約 工期2011年10月24日-2012年2月24日
- 2011年（平成23年）12月7日 - 伝送路整備工事設計（光化）、委託料 525万円（平成23年補正予算）、株式会社アイティーシー 378万円（税込み）プロポーザル方式 工期2011年（平成23年)）12月7日 - 2012年（平成24年）2月24日
- 2011年（平成23年）12月20日 - 近畿広域デジタル波受信設備移設工事（平成23年補正予算）、有限会社亀谷通信工業 126万円 随意契約 工期2011年12月20日-2012年3月16日
- 2012年（平成24年）3月30日 - ケーブルメディア四国 (CMS) との衛星放送ヘッドエンド共用化開始に伴い、日本デジタル配信の利用によるCS放送のチャンネル変更
- 2012年（平成24年）5月23日 - さぬき市超高速ブロードバンド整備事業に係る整備運営事業者選定公募型プロポーザル実施、参加表明書の提出期限=6月6日、提案書の受付期限=6月28日、プレゼンテーション=7月13日、プロポーザルの審査結果の公表及び通知=7月20日 優先交渉権者株式会社STNet及び株式会社ケーブルメディア四国（共同提案）[1]
- 2012年（平成24年）8月17日 - さぬき市議会総務常任委員会にて民営化移行後の料金を公表
  - テレビ・コンパクト (20ch) （地デジ再送信+BSパススルー）1,260円・エコノミー (25ch) （移行メニューSTB込）1,470円・ベーシック (46ch) 2,730円・デラックス (61ch) 3,570円
  - インターネット・ピカラねっと移行メニュー1M（上下1Mbps）2,100円（移行率50%以上）・ピカラねっと移行メニュー10M（上下10Mbps）3,465円（移行率50%以上）・ピカラ光ねっと250M 標準メニュー（最大250Mbps）5,985円・ピカラ光らいと 標準メニュー（最大100Mbps）4,095円 - 7,035円
  - 電話・標準メニューとのセット契約 525円・移行メニューorテレビのセット契約 1,365円・フォーユーコール（050IP電話）0円
- 2012年（平成24年） 9月1日 - さぬき市ケーブルネットワークから「ケーブルテレビご加入者のお知らせ」を郵送
  - テレビ・光てれび（コンパクト）1,260円・ベーシック（ハイビジョン）3,780円・デラックス（ハイビジョン+チャンネル増）4,620円
  - インターネット・ピカラねっと1Mbps 2,100円 - 2,394円・ピカラねっと10Mbps 3,465円 - 3,759円・ピカラ光ねっと1Gbps 5,460円
  - 電話・1Gbpsメニューとのセット契約 525円・1Mbps 10Mbpsメニューorテレビのセット契約 1,365円
- 2012年（平成24年） 9月2日 - 平成26年3月現在のサービスは終了、「ケーブルテレビが変わります」番組中発表
- 2013年（平成25年）2月26日 - SCN（コミュニティチャンネル）にダビング10導入、地上RMP方式整備工事(平成24年9月補正予算)、株式会社ブロードネットマックス 2,047.5千円 随時契約
- 2013年（平成25年）3月20日 - 新しい音声告知端末の申込み開始（1,000円/台）、平成24年FM音声告知端末製造及び放送用制御機器整備委託業務、株式会社メディアトライ 3,100万円 2月20日入札
- 2014年（平成26年）1月22日 平成25年度さぬき市ケーブルネットワーク自主放送冗長システム導入工事、NECネッツエスアイ株式会社、4,483.5千円落札(税込)
- 2014年（平成26年）2月27日 平成26年さぬき市議会第1回定例会、市長提出議案「さぬき市ケーブルネットワーク条例の全部改正について」
- 2014年（平成26年）3月11日 SCN自主データ放送をリニューアル
- 2014年（平成26年）3月31日 閉局、「さぬき市コミュニティ放送」として自主放送・データ放送と告知放送は継続。
- 2014年（平成26年）10月22日 平成26年度さぬき市CATV伝送路撤去工事入札、津田・大川工区=協和エクシオ(98,172千円税込)、寒川・長尾工区=四電工(135,864千円税込)、志度工区=かんでんエンジニアリング(103,550.4千円税込)で落札
- 2016年（平成28年）7月 地域情報通信基盤整備推進交付金事業の事後評価を公表[2]

CATV加入数 14,835(平成27年度末)
- 2017年（平成29年）1月16日 寒川支所が取り壊しのため、大川支所(旧大川町有線テレビ (OYH))へ移転
- 2018年（平成30年）5月11日 コミュニティ放送番組送出設備等整備事業に係る公募型プロポーザルの実施、更新工事4,320千円、機器リース2,780千円/年
- 2018年（平成30年）ハイビジョン議会中継システム工事2,641千円、機器等リース1,253千円/年
- 2019年（平成31年）4月1日 さぬき市組織機構の見直しにより、総務部秘書広報課内の組織と成り要員は2名、取材クルーとアナウンサーは外注している。
- 2021年（令和3年）5月 「令和2年度さぬき市防災ウェブカメラ等更新工事」 かんでんエンジニアリング(5,462万円)で更改
- 2022年（令和4年）8月18日 ホームページのリニューアル[3]
- 2023年（令和5年）7月1日放送設備をSTNetからケーブルメディア四国(CMS) に移管
- 2025年（令和7年）4月1日音声告知放送の朝夕の定時放送を機械音声による放送に変更

## サービスエリア
- 香川県さぬき市全域

## サービス内容
- ケーブルテレビサービス
  - ピカラ光てれびサービスを利用したSCNさぬき市コミュニティ放送
  - 2021年4月上旬解像度がフルスペック「画素数1920×1080ピクセル」からの「画素数1440×1080ピクセル」に変更
  - 加入数世帯数 14,393世帯 加入率 約68.89%(2024年4月1日現在)=2024年6月さぬき市議会市長答弁
  - SCN自主データ放送
- 音声告知放送サービス
  - ピカラ光てれびサービスに対応したFM方式の告知放送端末(1台1,000円)
  - 月額料金は無料

## 主な放送チャンネル

### 地上波系列別再送信局
| NHK G   | NHK E   | NNN/NNS    | ANN          | JNN         | TXN            | FNN/FNS  | JAITS      |
| ------- | ------- | ---------- | ------------ | ----------- | -------------- | -------- | ---------- |
| NHK高松 | NHK高松 | 西日本放送 | 瀬戸内海放送 | RSK山陽放送 | テレビせとうち | 岡山放送 | サンテレビ |

### テレビ局
| デジタル | 放送局                          |
| -------- | ------------------------------- |
| D011     | NHK総合・高松                   |
| D021     | NHKEテレ高松                    |
| D031     | サンテレビ                      |
| D041     | 西日本放送                      |
| D051     | 瀬戸内海放送                    |
| D061     | RSK山陽放送                     |
| D071     | テレビせとうち                  |
| D081     | 岡山放送                        |
| D111     | CMS1                            |
| D121     | SCN（さぬき市コミュニティ放送） |

- 自主放送 SCN（さぬき市コミュニティ放送）のデジタル放送はリモコンキーID12（D121〜122、物理チャンネル28ch）で2009年3月30日から開始
- BS・CSは、ケーブルメディア四国と同じ

### ラジオ局
| 周波数 （MHz） | 放送局                              |
| -------------- | ----------------------------------- |
| 76.2           | FM香川                              |
| 79.6           | Kiss FM KOBE                        |
| 80.2           | FM802                               |
| 80.8           | NHK高松FM                           |
| 83.5           | FM高松                              |
| 85.1           | FM大阪                              |
| 84.0           | さぬき市コミュニティ放送（音声告知) |